# Edvard Bay

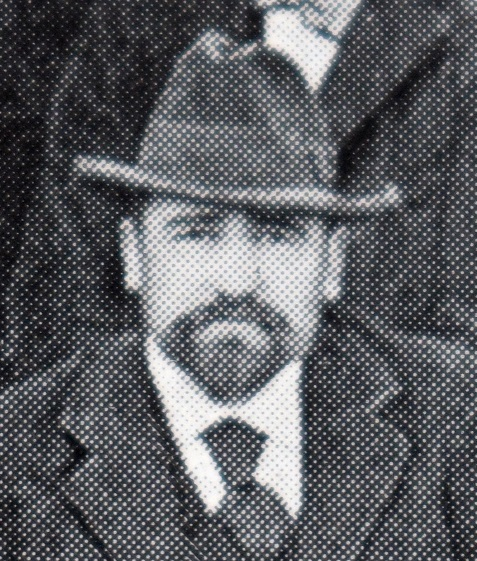
Edvard Bay (1898)

Edvard Bay (* 8. Mai 1867 in Herslev, Jütland; † 28. Juli 1932 in  Dianalund, Seeland) war ein dänischer Zoologe und Geologe. Er nahm als Wissenschaftler an zwei Expeditionen in die Arktis teil.

## Leben

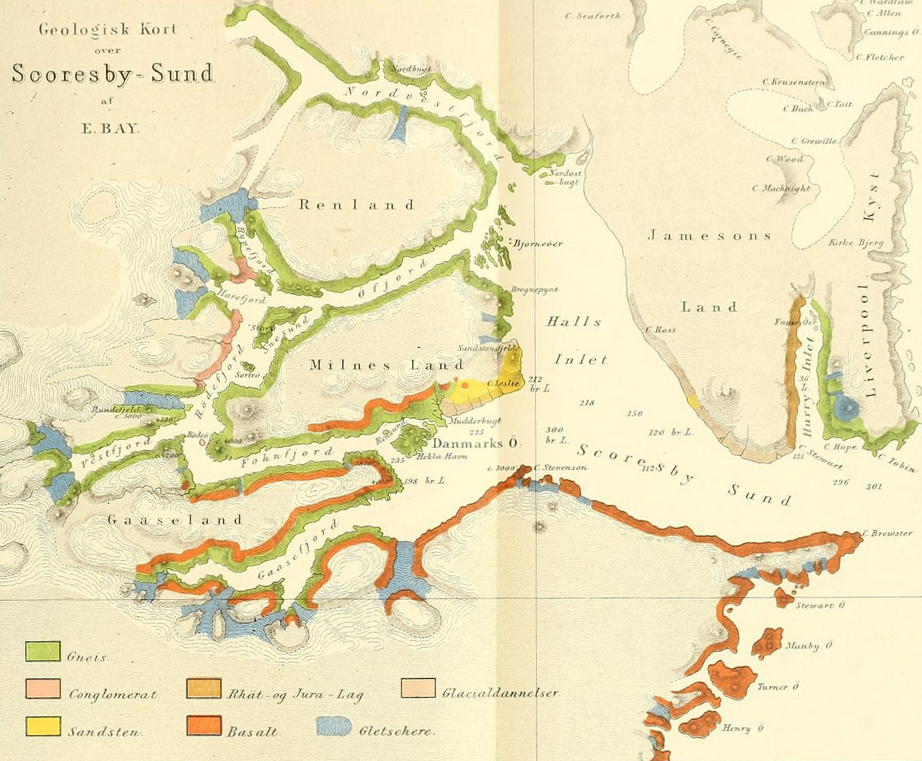
Edvard Bays geologische Karte des Scoresby Sunds (1896)

Edvard Bay war das dritte Kind des Grundbesitzers Christian Bay (1835–1905) und dessen Ehefrau Bethsy Nicoline, geborene Toft (1838–1868). Seine Eltern bewirtschafteten das Gut Follerupgaard in Herslev auf Jütland. Bay studierte Zoologie und Geologie an der Universität Kopenhagen. 1891/92 nahm er an der Expedition Carl Ryders nach Ostgrönland teil, die der Aufgabe diente, den Küstenverlauf zwischen 66° und 73° nördlicher Breite zu kartieren. Neben Bay, der die Zoologie und Geologie vertrat, waren mit dem Botaniker Nikolaj Hartz und dem Schiffsarzt Henrik Deichmann (1871–1939) zwei weitere Wissenschaftler an Bord der Hekla. Nach schwieriger Passage des Eisgürtels stieß das Schiff am Kap Broer Ruys bei 73° 32′ Nord auf die grönländische Küste und fuhr langsam nach Süden. Bay erforschte dabei die am Meeresboden lebende Tierwelt, die er mit Hilfe einer Dredsche einfing. Die Expedition überwinterte im Naturhafen Hekla Havn bei 70° 27′ Nord. Im Herbst 1891 und Frühjahr 1892 erkundete sie mit dem Dampfboot das ausgedehnte Fjordsystem des Scoresby Sunds (Kangertittivaq). Bay sammelte eine große Anzahl an Gesteinsproben und Fossilien und erstellte die erste geologische Karte der Region. Die wissenschaftlichen Ergebnisse von Ryders Expedition wurden in den Bänden 17 bis 19 der Zeitschrift Meddelelser om Grønland publiziert. Bay behandelte darin die Geologie und die Zoologie der Wirbeltiere.
Von 1898 bis 1902 unternahm Bay als Zoologe der Zweiten Norwegischen Arktisexpedition mit der Fram eine weitere Reise in die Arktis. Sie wurde von Otto Sverdrup geleitet und hatte das Ziel, durch die Nares-Straße an die Nordküste Grönlands zu gelangen und dort zu überwintern. Auf Exkursionen mit dem Hundeschlitten sollten die Nord- und die unbekannte Nordostküste Grönlands erforscht werden. Die ungünstigen Eisverhältnisse im Kane-Becken zwangen Sverdrup, den Plan zu ändern und stattdessen vom Jonessund aus die Westküste Ellesmere Islands zu erforschen. Dabei fand die Expedition bis dahin unbekannte Inseln, die heute Sverdrup-Inseln genannt werden. Insgesamt wurde Land mit einer Fläche von 150.000 km² entdeckt. Bay beteiligte sich intensiv an den ausgedehnten Fahrten mit dem Hundeschlitten. Im Winter 1900 verbrachte er drei Monate in Einsamkeit, um ein wichtiges Vorratslager vor der Plünderung durch Eisbären zu schützen. Seine auf der Expedition angelegte zoologische Sammlung wurde von Georg Ossian Sars (Krebstiere), Adolf Severin Jensen (Fische) und anderen Spezialisten bearbeitet und im vierbändigen Report of the Second Norwegian Arctic Expedition in the "Fram" (1898–1902) veröffentlicht.
Nach seiner Rückkehr schloss Bay 1903 die Ehe mit Vera Tegner (1880–1922). 1905 und 1907 wurden die Söhne Björn und Henry geboren. 1909 reiste er nach Siam. Er war als Verwalter für das Unternehmen United Plantations tätig. 1925 kehrte er nach Dänemark zurück, wo er 1932 starb.

## Ehrungen
Nach Edvard Bay sind folgende geographischen Objekte benannt:
- Bay Fjelde, eine Gruppe von bis zu 830 m hohen Gipfeln im östlichen Milne Land,
- Edvard Bay Dal, ein großes Tal in Ostgrönland, das Renland (Tuttut Nunaat) von Th.-Sørensen-Land trennt,
- Bay Fiord, ein großer Fjord an der Westküste von Ellesmere Island.

## Schriften (Auswahl)
- Hvirveldyr. In: Den ostgrønlandske Expedition udført i Aarene 1891–92 under Ledelse af C. Ryder. Dritter Teil. In: Meddelelser om Grønland. Band 19, 1896, S. 1–58 (Digitalisat; dänisch).
- Geologi. In: Den ostgrønlandske Expedition udført i Aarene 1891–92 under Ledelse af C. Ryder. Dritter Teil. In: Meddelelser om Grønland. Band 19, 1896, S. 145–187 (Digitalisat; dänisch).
- Indlandsisens hemmelighed. Æventyrlig fortælling fra 72 grader nordlig bredde. Hagerups Forlag, Kopenhagen 1905 (dänisch).